# Polizia israeliana
La Polizia israeliana (in ebraico: משטרת ישראל ; traslitterato: Mishteret Iisrael; in arabo: شرطة إسرائيل ; traslitterato: Shurtat 'Iisrayiyl; in inglese: Israel Police; semplicemente mishtara ovvero “polizia”) è la principale forza dell'ordine civile dello Stato di Israele. Come per quasi tutte le forze dell'ordine il compito di questo corpo è quello di garantire la sicurezza e l'ordine all'interno dello Stato di Israele, l'antiterrorismo, di indagare in caso di reati e regolare il traffico nelle aree urbane. Il corpo di polizia si trova sotto la giurisdizione del ministero della pubblica sicurezza israeliano.
La sede centrale della Polizia di Israele è il quartier generale della polizia di Israele, che si trova a Kiryat Menachem Begin, a Gerusalemme. Il numero di pronto intervento della polizia in Israele è 100.

## Compiti

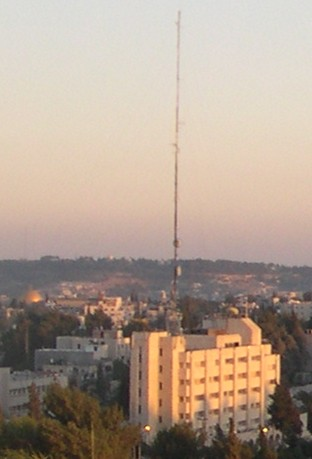
Sede Nazionale della Polizia di Israele a Gerusalemme

La polizia israeliana è responsabile della pubblica sicurezza, mantenendo l'ordine pubblico e fornendo servizi di pubblica sicurezza nel caso di eventi importanti. Inoltre spettano al corpo di polizia anche il compito di operare in caso di pericolo di attentati, rimuovendo oggetti sospetti. Tra i molti compiti che svolge questo corpo c'è anche quello di contrastare il terrorismo (insieme ai servizi segreti israeliani) e il narcotraffico all'interno dei confini dello Stato di Israele.

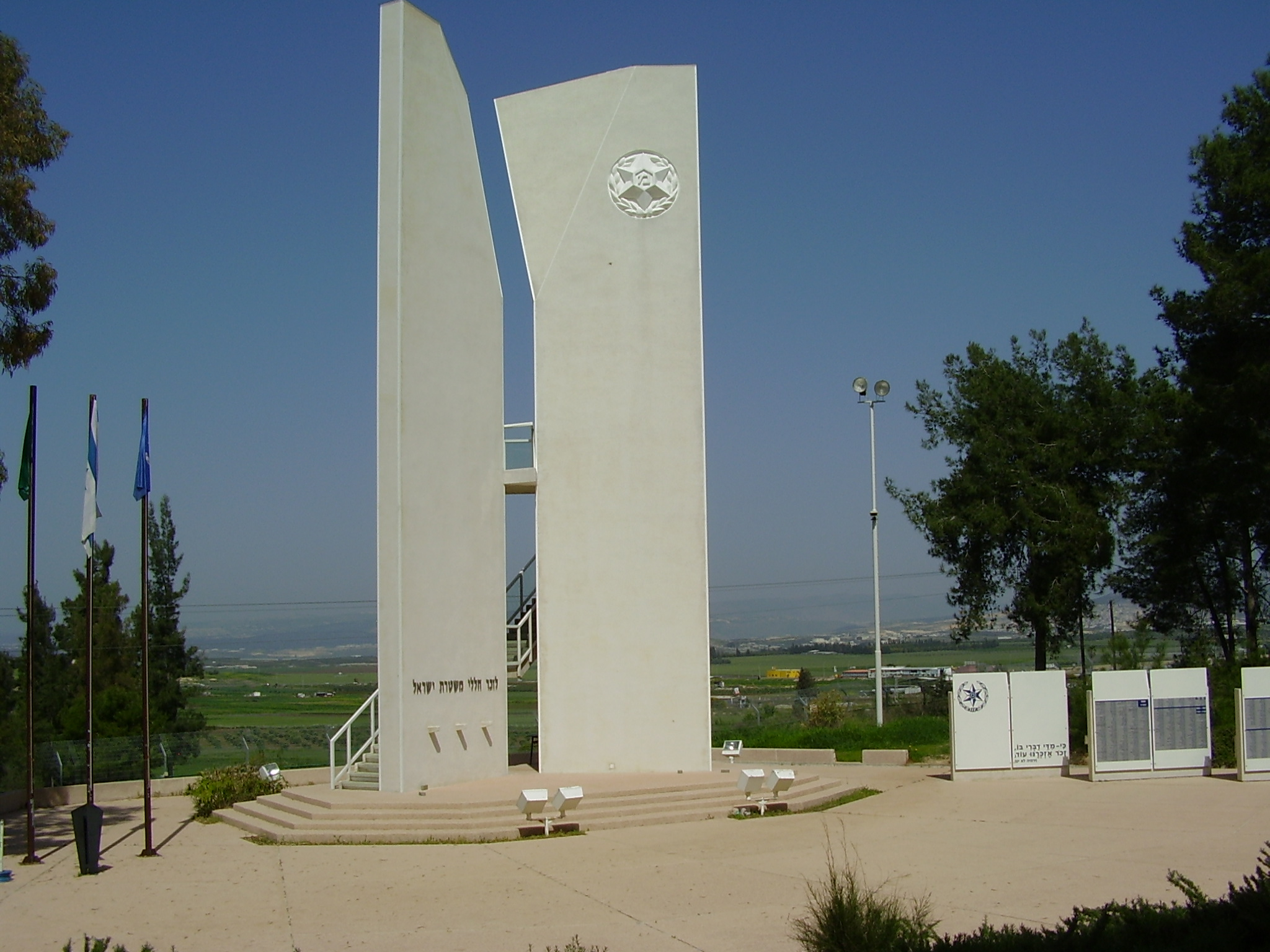
Polizia israeliana memoriale

## Organizzazione
Complessivamente la polizia israeliana e composta da circa 35 000 membri ai quali si aggiungono 70 000 volontari che possono essere richiamati in caso di necessità per mantenere l'ordine pubblico.
Il corpo è strutturato nella seguente maniera:

### Unità presso il quartier generale
- Relazioni internazionali
- Consulenze legali
- Controllo immigrazione
- Audit & Accounts
- Crimini di tipo economico
- Public Complaints
- Corte disciplinare
- Amministrazione
- Sicurezza
- Appeals
- Controller
- Relazioni con la stampa

### Dipartimenti

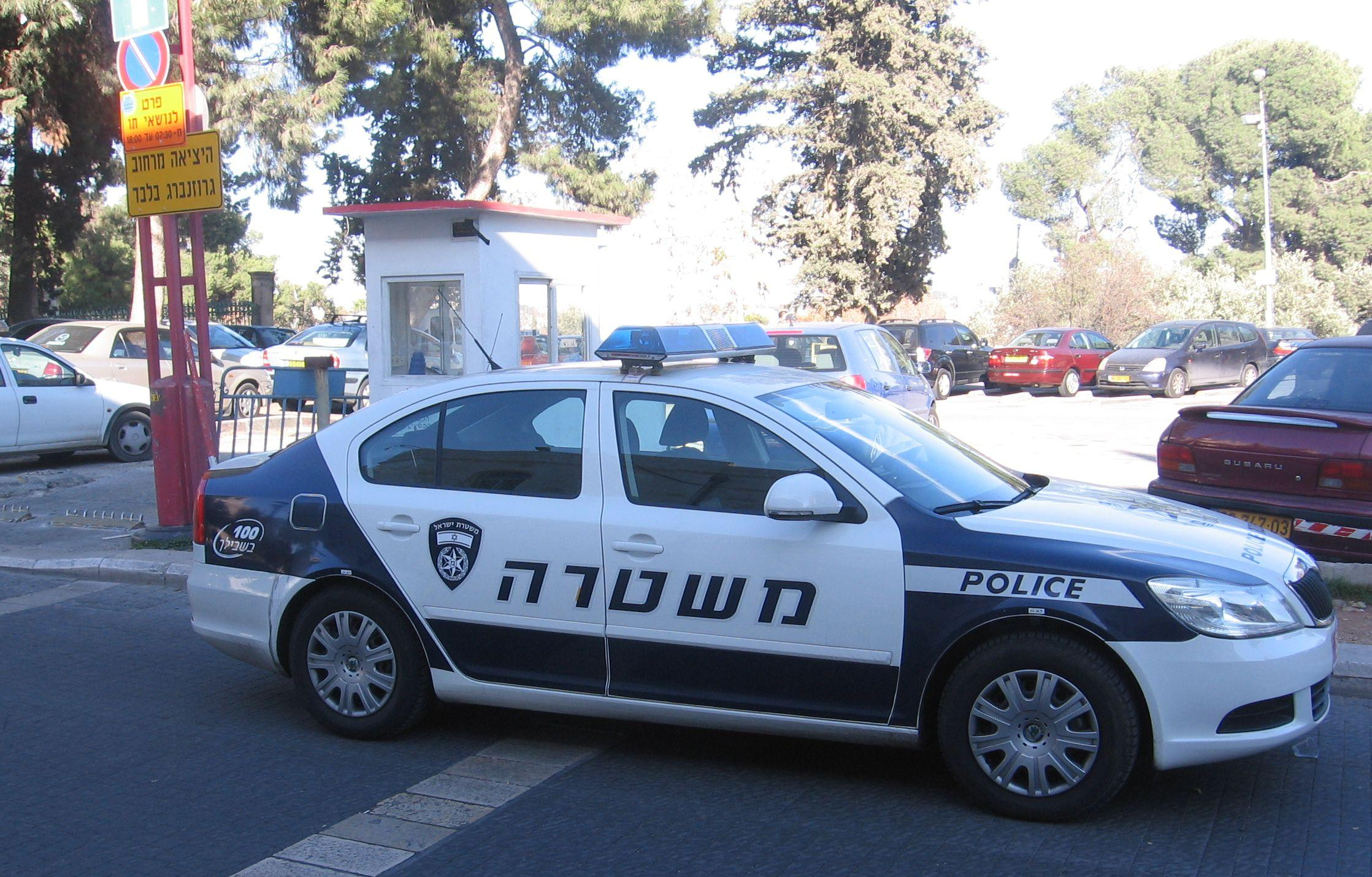
Una Škoda Octavia II in dotazione alla polizia israeliana

- Risorse umane
- Investigazione e intelligence
- Supporto e logistica
- Organizzazione e pianificazione
- Traffico
- Pattugliamento e sicurezza
- Guardia civile

### Distretti regionali
- Distretto centrale
- Distretto meridionale
- Distretto settentrionale
- Distretto di Giudea e Samaria
- Distretto di Tel Aviv
- Distretto di Gerusalemme

### Unità operative
- Il MAGAV rappresenta il braccio armato della polizia che collabora con le forze armate israeliane. Viene principalmente impiegato in aree ad alto rischio ed in Cisgiordania.
- L'unità Yamam (acronimo per unità speciale di polizia) è una unità di élite della polizia con compiti di antiterrorismo. Conta tra le migliori unità antiterrorismo al mondo con grande esperienza.
- L'unità Yassam è anch'essa una unità antiterrorismo specializzata nella pronta reazione.

## Gradi
| Corrispondenza in italiano corrispondenza in inglese | (Ebraico)    | Traslitterazione   | Distintivo |
| Agenti                                               | Agenti       | Agenti             | Agenti     |
| ---------------------------------------------------- | ------------ | ------------------ | ---------- |
| agente constable                                     | שוטר         | shoter             |            |
| agente scelto corporal                               | רב שוטר      | rav shoter         |            |
| vicebrigadiere sergeant                              | סמל שני      | samal sheni        |            |
| brigadiere staff sergeant                            | סמל ראשון    | samal rishon       |            |
| brigadiere capo sergeant first class                 | רב סמל       | rav samal          |            |
| vice ispettore master sergeant                       | רב סמל ראשון | rav samal rishon   |            |
| ispettore first sergeant                             | רב סמל מתקדם | rav samal mitkadem |            |
| ispettore capo sergeant major                        | רב סמל בכיר  | rav samal sakhir   |            |
| ispettore superiore sergeant major of command        | רב נגד       | rav nagad          |            |
| Commissari                                           |              |                    |            |
| vicecommissario sub-inspector                        | מפקח משנה    | mefake'ah mishneh  |            |
| commissario inspector                                | מפקח         | mefake'ah          |            |
| commissario capo chief inspector                     | פקד          | pakad              |            |
| vicequestore aggiunto superintendent                 | רב פקד       | rav pakad          |            |
| vicequestore chief superintendent                    | סגן ניצב     | san nitzav         |            |
| questore commander                                   | ניצב משנה    | nitzav mishneh     |            |
| primo dirigente assistant commissioner               | תת ניצב      | tat nitzav         |            |
| vicecomandante generale deputy commissioner          | ניצב         | nitzav             |            |
| comandante generale della polizia commissioner       | רב ניצב      | rav nitzav         |            |